# 玉門路站
玉門路站是位於臺灣臺中市西屯區的臺灣大道幹線公車站。

## 車站歷史
- 2014年8月17日：正式啟用。
- 2015年7月8日：臺中市快捷巴士系統廢除後，原藍線車站改為臺中市公車臺灣大道幹線的公車站，有臺中市公車300路、301路、302路、303路、304路、305路、306路、307路、308路停靠本站。[2]
- 2017年5月26日：增停機場接駁公車A2路。[3]
- 2017年7月7日：增停309路公車。[4] [5]

## 車站概要
車站位於臺灣大道四段與玉門路口交界地面，於2014年8月17日正式啟用。車站分為兩座地面車站，與BRT專用車道同建於臺灣大道四段兩側的快、慢車道之間，設置單向出口。

## 車站結構

### 車站車道配置
| 慢車道           | 臺灣大道四段                         |
| 側式月台（西行） |                                      |
| 公車專用道       | ← 駛往靜宜大學方向（榮總／東海大學） |
| 快車道           | 臺灣大道四段                         |
| 快車道           | 臺灣大道四段                         |
| 公車專用道       | →駛往臺中火車站方向（澄清醫院） →    |
| 側式月台（東行） |                                      |
| 慢車道           | 臺灣大道四段                         |

### 車站出入口
玉門路站為兩座地面車站，單向共1處出口，雙向共2處。
- 東行站（往臺中火車站方向）出口設置位置：臺灣大道四段玉門路口。
- 西行站（往靜宜大學方向）出口設置位置：臺灣大道四段玉門路口。

## 車站週邊
- 東海大學第二教學區
- 東海牧場
- 台灣血液基金會台中捐血中心
- IBike 臺灣大道玉門路口

## 慢車道公車轉乘資訊
- 臺灣大道玉門路口：28、60、63、67、69、75、323、324、325、326、356路
- 玉門臺灣大道口：167、220、220繞、357、359路
- 普濟寺：28、60、63、67、69、75、98、98繞、167、220、220繞、323、324、325、326、356、357、359路

## 腳註
1. ↑  BRT營運時間公告 的存檔，存档日期2014-10-06.，臺中市快捷巴士，2014-08-11
2. ↑  公共運輸處於6月18日公佈優化公車專用道9條公車路線圖 （页面存档备份，存于），臺中市交通局，2015-06-22
3. ↑  .   [2017-07-09]. （原始内容存档于2017-07-03）.
4. ↑  .   [2017-07-09]. （原始内容存档于2017-07-07）.
5. ↑  .   [2017-07-09]. （原始内容存档于2017-07-20）.
6. ↑  . 技師好康報. 2013年9月18日  [2014-08-30]. （原始内容存档于2014-09-03） （中文（臺灣））.